# Cool Kids (canción de Echosmith)
«Cool Kids» es una canción de la banda de indie pop estadounidense Echosmith, parte de su álbum debut lanzado en 2013 Talking Dreams. La canción fue escrita por Echosmith, Jeffery David, e Isías Dzwonek. Fue producida por Mike Elizondo, con una producción adicional para su edición de radio de Rob Cavallo. "Cool Kids" se lanzó originalmente el 31 de mayo de 2013 como el sencillo de la semana de iTunes Store y fue enviada, oficialmente, a la radio de los Estados Unidos al año siguiente. Posteriormente, la canción se convirtió en un lento éxito, alcanzando el número 13 en el listado Billboard Hot 100 y recibiendo cobertura radiofónica en estaciones de radio de rock moderno, contemporáneo adulto y contemporáneo de los Estados Unidos.

## Antecedentes y lanzamiento
La canción describe a un niño y una niña que desean ser notados. En una entrevista, el guitarrista Jamie Sierota discutió los antecedentes de la canción y dijo: "Este llanto es como los niños geniales ... es algo que a todo el mundo le pasa, ya sea que quieras actuar de esa manera o no ... Siempre hay alguien por ahí que lo desea; 'Si pudiera hacer esto o hacer aquello'. "Creo que es por eso que se conecta tan bien con la gente".

## Videoclip
El video musical oficial de la canción fue filmado en Los Ángeles, California y dirigido por Gus Black. Fue lanzado el 21 de junio de 2013 en el canal oficial de Echosmith en YouTube. Después de que el video original superara el millón de visitas, Echosmith lanzó una versión acústica de la misma. La banda también lanzó un nuevo video musical para "Cool Kids" el 11 de septiembre de 2014.

## Rendimiento comercial
La canción debutó en el número 87 en el Billboard en la semana del 26 de julio de 2014, y ha alcanzado su punto máximo en el número 13. La canción también ha estado en los números 28 y 9 en el Billboard Mainstream Top 40 y Adult Top 40, respectivamente. "Cool Kids" recibió el certificado de Oro por la RIAA el 4 de octubre de 2014, y alcanzó el millón de ventas más tarde en el mismo mes. La canción ha recibido más de 16 millones de visitas en YouTube. A diciembre de 2014, vendió más de 1.1 millones de copias en los Estados Unidos. "Cool Kids" también alcanzó el puesto número 6 en la lista de singles de Australia y fue certificado doble platino en el país.

### Actuaciones en directo
| Fecha                    | Actuación                                     |
| ------------------------ | --------------------------------------------- |
| 31 de diciembre de 2013  | TeenNick Top 10: New Year’s Eve Countdown     |
| 29 de abril de 2014      | VH1 Big Morning Buzz                          |
| 5 de junio de 2014       | Conan                                         |
| 23 de junio de 2014      | MTV Wolf Watch                                |
| 10 de septiembre de 2014 | The Today Show                                |
| 28 de octubre de 2014    | The Ellen DeGeneres Show                      |
| 13 de noviembre de 2014  | The Tonight Show Starring Jimmy Fallon        |
| 13 de noviembre de 2014  | VH1 Big Morning Buzz, You Oughta Know Concert |

### Prensa
| Fecha                   | Publicación            |
| ----------------------- | ---------------------- |
| 18 de junio de 2014     | Billboard Hot 100 News |
| 31 de agosto de 2014    | USA Today              |
| 2 de septiembre de 2014 | Rolling Stone          |

## Recepción

### Recepción de la crítica
Patrick Griffin de Sound and Motion Magazine dio una opinión positiva, diciendo: "Es una canción efervescente y ventosa sobre los adolescentes, un chico y una chica, respectivamente que se sienten muy inseguros y sólo el tiempo para adaptarse a una "multitud cool". La pista es muy infecciosa, con guitarras, la melodía de sintetizador y la luz strummed. Sólo tienes que rellenar el buen ambiente de la pista también. Las voces tenues de Sydney Sierota da a la pista una especie de sensación caprichosa como la pista de chispas con sentimientos de una época más inocente al montar en algo que realmente importaba. Las letras no provocan demasiados pensamientos, pero esta pista es simplemente muy pegadiza y eso es causa suficiente para escucharla sobre todo si te gusta el pop indie".
Daniel Bromfield de E Daily Emerald dio una crítica negativa diciendo, "la mayor tragedia lírica del álbum tendría que ser "Cool Kids", que podría haber sido la mejor canción del álbum, a no ser por su coro de "Deseo que pudiera ser como los chicos cool / Debido a que todos los niños cool parecen encajar".
Markos Papadatos de Digital Journal señaló a la voz principal de Sydney como cadenciosa y evocadora de Taylor Swift y Ellie Goulding, mientras que su hermano, Jamie, ofrece la guitarra y su hermano, Noa, el bajo, tanto en la voz que acompaña a su espalda. Papadatos señaló que el tambor de Graham es adictivo, lo que aumenta la canción musicalmente. El crítico también mencionó que Echosmith merece elogios por sus melodías pegadizas y sonido distinto. Cool Kids se ha convertido en un éxito de verano para el grupo; Finalmente le dio 4.5 de 5 estrellas.

## Lista de canciones
| Descarga digital |                          |          |  |
| N.º              | Título                   | Duración |  |
| 1.               | «Cool Kids» (Radio Edit) | 3:35     |  |

| Descarga digital – remezcla |                       |          |  |
| N.º                         | Título                | Duración |  |
| 1.                          | «Cool Kids» (RAC mix) | 4:19     |  |

| Descarga digital británica |                          |          |  |
| N.º                        | Título                   | Duración |  |
| 1.                         | «Cool Kids» (Radio Edit) | 3:35     |  |
| 2.                         | «Cool Kids» (Acoustic)   | 3:56     |  |
| 3.                         | «Cool Kids» (RAC mix)    | 4:19     |  |

| Sencillo en CD |                          |          |  |
| N.º            | Título                   | Duración |  |
| 1.             | «Cool Kids» (Radio Edit) | 3:37     |  |
| 2.             | «Cool Kids» (Acoustic)   | 3:56     |  |

## Listas
| Lista (2014–15)                          | Mejor posición |
| ---------------------------------------- | -------------- |
| Australia (ARIA)                         | 6              |
| Austria (Ö3 Austria Top 40)              | 5              |
| Bélgica (Flandes) (Ultratop 50)          | 36             |
| Bélgica (Valonia) (Ultratop 50)          | 34             |
| Brazil (Billboard Hot 100)               | 74             |
| Canadá (Canadian Hot 100)                | 25             |
| República Checa (Rádio Top 100)          | 43             |
| Dinamarca (Tracklisten)                  | 6              |
| Dinamarca (Airplay danés)                | 1              |
| Finlandia (Suomen virallinen radiolista) | 20             |
| Francia (SNEP)                           | 82             |
| Alemania (Media Control AG)              | 8              |
| Irlanda (IRMA)                           | 8              |
| Italia (FIMI)                            | 18             |
| Países Bajos (Dutch Top 40)              | 10             |
| Países Bajos (Mega Single Top 100)       | 19             |
| Nueva Zelanda (Recorded Music NZ)        | 13             |
| Noruega (VG-lista)                       | 17             |
| Polonia (Polish Airplay Top 100)         | 6              |
| Poland (Polish TV Airplay Chart)         | 1              |
| Escocia (Scottish Singles Sales Chart)   | 17             |
| Eslovaquia (Rádio Top 100)               | 52             |
| España (Top 100 Canciones)               | 15             |
| Suecia (Sverigetopplistan)               | 23             |
| Suiza (Schweizer Hitparade)              | 9              |
| Reino Unido (UK Singles Chart)           | 17             |
| Estados Unidos (Billboard Hot 100)       | 13             |
| Estados Unidos (Adult Contemporary)      | 11             |
| Estados Unidos (Adult Top 40)            | 5              |
| Estados Unidos (Alternative Airplay)     | 34             |
| Estados Unidos (Mainstream Top 40)       | 9              |

| Lista (2014)                      | Posición |
| --------------------------------- | -------- |
| Australia (ARIA)                  | 50       |
| US Billboard Hot 100              | 59       |
| Lista (2015)                      | Posición |
| Denmark (Tracklisten)             | 100      |
| Germany (Official German Charts)  | 63       |
| Slovenia (SloTop50)               | 14       |
| Switzerland (Schweizer Hitparade) | 65       |

## Certificaciones
| Territorio     | Organismo certificador           | Certificación | Ventas certificadas | Simbolización | Ref.   |        |        |        |
| Europa         | Europa                           | Europa        | Europa              | Europa        | Europa | Europa | Europa | Europa |
| -------------- | -------------------------------- | ------------- | ------------------- | ------------- | ------ | ------ | ------ | ------ |
| Alemania       | BVMI                             | Oro           | 200 000             |               | [ 56 ] |        |        |        |
| Irlanda        | IRMA                             | Platino       | 15 000              |               | [ 57 ] |        |        |        |
| Dinamarca      | IFPI Dinamarca                   | Oro           | 30 000              |               | [ 58 ] |        |        |        |
| Italia         | FIMI                             | Platino       | 30 000              |               | [ 59 ] |        |        |        |
| Finlandia      | Musiikkituottajat – IFPI Finland | Oro           | 10 000              |               | [ 60 ] |        |        |        |
| Noruega        | IFPI Noruega                     | 2x Platino    | 80 000              | ,             | [ 61 ] |        |        |        |
| España         | PROMUSICAE                       | Oro           | 20 000              |               | [ 62 ] |        |        |        |
| Reino Unido    | BPI                              | Plata         | 200 000             |               | [ 63 ] |        |        |        |
| América        |                                  |               |                     |               |        |        |        |        |
| Canadá         | Music Canada                     | Platino       | 80 000              |               | [ 64 ] |        |        |        |
| Estados Unidos | RIAA                             | 3x Platino    | 3 000 000           | ,             | [ 65 ] |        |        |        |
| Oceanía        |                                  |               |                     |               |        |        |        |        |
| Australia      | ARIA                             | 2x Platino    | 140 000             | ,             | [ 10 ] |        |        |        |
| Nueva Zelanda  | RIANZ                            | Oro           | 7 500               |               | [ 66 ] |        |        |        |

## Historial de lanzamientos
| Región         | Fecha              | Formato          | Discográfica |
| -------------- | ------------------ | ---------------- | ------------ |
| Estados Unidos | 31 de mayo de 2013 | Descarga digital | Warner Bros. |